# Serious Sam 2
Serious Sam 2 är ett första person shooter datorspel, som släpptes för Microsoft Windows och Xbox och uppföljaren till 2002-datorspelet Serious Sam: The Second Encounter. Det utvecklades av Croteam och släpptes den 11 oktober 2005. Spelet var ursprungligen publicerat av 2K Games, ett Take-Two Interactive-dotterbolag. Spelet släpptes senare på Steam den 31 januari 2012. Medan spelet ursprungligen släpptes enbart för Microsoft Windows och Xbox, skapades en inofficiell Linux-version av spelet och hanteras av Linux Installers for Linux Gamers.